# Majoristischer Streit
Der Majoristische Streit gehört zu den theologischen Kontroversen, die in der Zeit der Reformation in Deutschland im lutherischen Lager ausgetragen wurden. Er wurde in den Jahren 1552 bis 1570 zwischen den Gnesiolutheranern und den Philippisten geführt. Benannt ist er nach dem Melanchthon-Schüler Georg Major, der gelehrt hatte, dass gute Werke zur Seligkeit notwendig seien. Darin sahen die Gnesiolutheraner, vor allem Nikolaus von Amsdorf, Nicolaus Gallus und Matthias Flacius eine Verleugnung der Rechtfertigung allein aus dem Glauben (sola fide), die Martin Luther gelehrt hatte. Amsdorf hielt sogar dagegen, dass gute Werke in der Beziehung zwischen Gott und dem Menschen sogar schädlich seien. In Artikel IV der Konkordienformel wurde der Streit im Sinne einer vermittelnden Position entschieden.
Im Zusammenhang mit dieser Auseinandersetzung kam es auch zum sogenannten Antinomistischen Streit.